# Берар, Виктор
Виктор Берар (англ. Victor Bérard; 10 августа 1864, Море, департамент Юра — 13 ноября 1931, Париж) — французский эллинист, археолог, политик, дипломат и писатель. Известен своим переводом Одиссеи Гомера на французский язык, и своей попыткой воссоздать путешествия Одиссея. В сегодняшней Греции более всего известен своей работой «Турция и эллинизм. Путешествие в Македонию».

## Биография
Берар родился в 1864 году в городке Море департмента Юра, в семье фармацевта Жана Баптиста Берара. Его младший брат, Леон Берар, стал профессором медицинского факультета в Лионе и видным онкологом.
Виктор Берар стал студентом Высшей нормальной школы в Париже (1884—1887), где его учителями были Фердинанд Брюнетьер и Поль Видаль де ла Блаш.
Берар продοлжил учёбу в «Французской Археологической школе в Афинах» (1887—1890), которая была «рассадником видных эллинистов».
Выдержка Страбона о Гомере, в которой последний именуется «поэтом географом», оказала огромное влияние на последующую жизнь и карьеру Берара, и изучение Гомера стала делом его жизни:21.
В 1891 он изучал греческие надписи в малоазийском Олимпосе:129.
Его докторская диссертация (1894) именовалась «О происхождении культов Аркадии» и основывалась на результатах его раскопок в Аркадии:105.
С 1894 года он начинает писать статьи в «La Revue de Paris».
В 1896 году он был назначен преподавателем географии в Высшее морское училище, где преподавал до 1914 года.
Одновременно, с 1896 года, он преподавал в Практической школе высших исследований, вплоть до 1908 года, когда стал её директором, и оставался на этом посту до самой своей смерти в 1931 году.
В 1904 году Берар стал главным редактором «Revue de Paris», но в 1911 году оставил издание, после конфликта с его директором. Причиной стал отказ Берара культивировать колониальную идеологию, что не соответствовало его либеральным идеям:22.
В 1920 году он стал сенатором от департамента Юра и оставался им до самой своей смерти в Париже 13 ноября 1931 года.
Будучи сенатором он стал председателем комитета Сената по иностранным делам в 1929 году.

## Труды

### Гомер
Делом жизни Берара стало изучение Гомера и в особенности Одиссеи. Кульминацией его исследований стал перевод Одиссеи, с значительным вступлением. Работа стала самым значительным филологическим событием Франции в 1924 году:22. В общей сложности Берар посвятил этой книге 30 лет своей жизни.
Своим переводом Одиссеи в ритмической прозе, он внёс значительный вклад в возрождение филологии во Франции и был признан Обществом французских гуманитариев Гийом Бюде (Association Guillaume Budé).

### Повторяя путь Одиссея
Воодушевлённый выдающимися успехами Генриха Шлимана в археологии, он начал мысленно восстанавливать, реконструируя условия древней навигации, берега Средиземного моря, которые посетил Одиссей. Он использовал для этого свой собственный корабль, следуя информации приведенной в Одиссее.
Исследования, предположения и идеи Берара были интересны и правдоподобны. Однако в течение последующих десятилетий они были подвергнуты критике. Одной из причин был тот факт, что Берар восстанавливал путешествие Одиссея на современном судне, используя технологии неизвестные древним грекам. Кроме этого, при попытке найти детали, такие как пещера Калипсо, Берар утверждал, что Гомер ничего не придумывал и что описаны реальные места, что само по себе было спорным.
Тем не менее, как отмечает Jean-Pierre Thiollet в работе Меня зовут Библос (Je m’appelle Byblos), Берар упоминается в географии Одиссеи и идентификации мест описанных Гомером.

### Резня армян
В 1896 году он совершил поездку в Османскую империю, после которой опубликовал работу «Политика султана» (La Politique du Sultan). В своей работе Берар обвинил султана Абдул-Хамида в организации резни армян в период 1894—1896 годов.
В своей книге Берар также выразил уверенность, что ряд французских газет были подкуплены османским правительством, чтобы хранить молчание о турецких зверствах.

### Македония

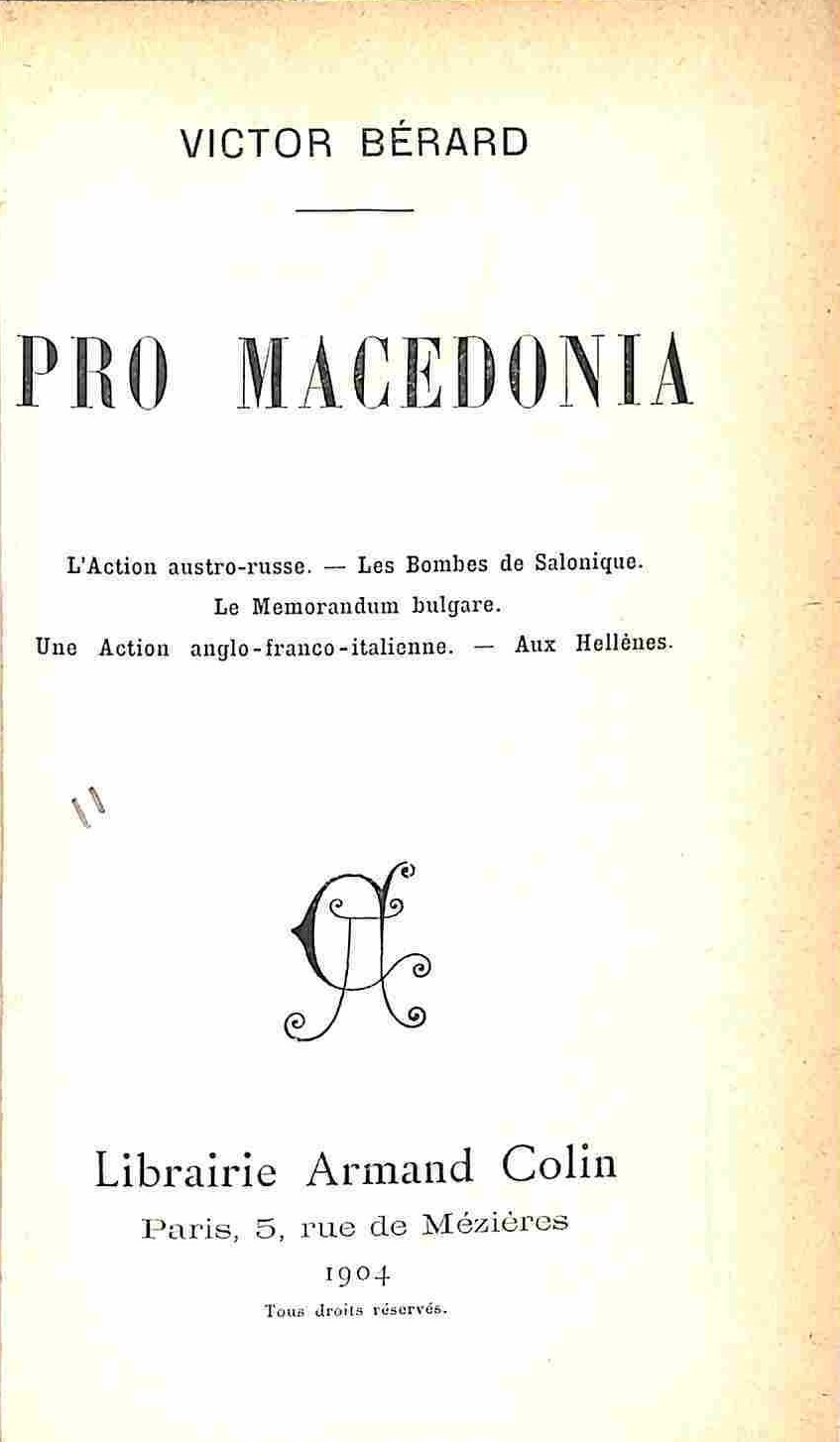
Pro Macedonia, 1904

Берар был исследователем Гомера и переводчиком Одиссеи. Но в сегодняшней Греции, в силу актуальности парадоксальной проблемы возникшей в последние десятилетия на её северной границе, он более известен как автор книги «Турция и эллинизм. Путешествие в Македонию: Греки, турки, валахи, албанцы, болгары, сербы».
Книга вышла на греческом в 1987 году, ещё до развала Югославии, но доктрина македонизма в соседней стране уже была официальной.
Сам Берар часто утверждал, что он был филэллином. Т. Пиларинос пишет, что Берар был классицистом, но никак не филэллином. В его работе явно прослеживаются французские государственные интересы в регионе и интересы католицизма.
Берар не отождествляет себя с греческими национальными интересами в Македонии и держит дистанцию в антагонизмах народов многонациональной Османской Македонии. Более того, он высказывается за пребывание Македонии в оставе Османской империи, как решение вопроса:26.
Берар описывает Интриги Италии в регионе:88, армии немецких и российских агентов:157, поддерживающих на первый взгляд болгар, но в действительности свои интересы. Он пишет о пропаганде болгар:242, интригах Папы римского и Франции:328, румынской и австрийской пропаганде:341.
В его книге прослеживается зыбкость неоформленных национальных самосознаний. Он пишет, что православные христиане с улыбкой недоверия приняли новость о султанском фирмане поддерживащем «этих схизматиков болгар», заявляя, что «македоняне—греки, а не болгары, и желают иметь греческую церковь и школу». И тут же, учитель призывает память греков македонян Аристотеля, Филиппа II и Александра Македонского:49.
Что касается непосредственно территории бывшей югославской республики, он описывает в городе Струга людей, одетых в одежду греческих островитян заявляющих на «самом чистом греческом языке греческого мира», что «мы не греки, мы болгары»:141, объясняя это явление пропагандой и деньгами потраченными Болгарией на эти цели:142.
Он пишет, что Охрид уже в руках болгар:152 и что, если в 1850 году греческое население было значительным:156, то сейчас осталась одна беднота.
Он объясняет это пропагандистской деятельностью российских агентов с 1864 года и деньгами потраченными ими в поддержку болгар:157.
Он продолжает, что политика болгаризации, поддержанная как Россией, так и турецкими властями, сводится к фразе «если хочешь спокойной жизни, стань болгарином»:158.
Он отмечает что в городе Ресен валахи, говорившие на «чистейшем пелопоннеском греческом» заявляли, что они не греки, в то время как поп славянин, с трудом говоривший по гречески, выступал против болгарской церкви:166.
В Кочани влахи, говорившие на греческом «которому позавидовал бы и афинянин» заявляли, что они не греки и что «в их венах течёт только латинская кровь»:171.
Берар пишет, что религиозная карта вилайета Косово одновременно является и географической, поскольку все недоступные регионы населяются христианами, и все долины мусульманами:209.
Он пишет, что славяне региона, в большинстве своём, стали именовать себя болгарами:264 и что сербская пропаганда запоздала. Если вилайет Косова может ещё стать полем противостояния между болгарами и сербами, то в вилайете Монастира болгары хорошо знали, что у них есть только один противник, и это греки:271.
Работа Берара используется в поддержку греческих позиций в актуальном геополитическом вопросе.
Берар видел в Македонии греков, турок, валахов, албанцев, болгар, сербов, но ему не были знакомы македонцы и идеи македонизма, что согласно греческой позиции является неологизмами, возникшими в основном в результате болгаро-сербского противостояния в регионе, но ныне затрагивающие греческие интересы и посягающие на греческую историю.

## Работы
- Политика султана — Резня армян 1894—1896 (Victor Bérard et Martin Melkonian — La Politique du Sultan — Les massacres des Arméniens : 1894—1896 (1897), coll. Les Marches du Temps)
- Восстание Азии (Victor Bérard — La révolte de l’Asie, Paris, Librairie Armand Colin, 1904).
- Российская империя и царизм (Victor Bérard — L’Empire Russe et le Tsarisme, Paris, Librairie Armand Colin, 1905.)
- Революции Персии, провинции, народ и правительство царя царей (Victor Bérard — Révolutions de la Perse : les provinces, les peuples et le gouvernement du roi des rois. Paris : Librairie Armand Colin, 1910)
- Африканская Франция. В Сахару (Victor Bérard — La France d’Afrique. Vers Le Sahara (1911), in La Revue de Paris)
- Смерть Стамбула (Victor Bérard, La Mort de Stamboul 1913)
- Ложь немецкой науки. «Пролегомены к Гомеру» Фридриха Августа Вольфа (Victor Bérard — Un mensonge de la science allemande. Les " Prolégomènes à Homère « de Frédéric-Auguste Wolf (1917, deuxième édition), éd. Hachette et Cie, Paris, In-12 broché, 288 p.)
- Финикийцы и Одиссея (Victor Bérard, Les Phéniciens et l’Odyssée (1902—1903, rééd. 1927), éd. Armand Colin, Paris)
- Морские походы Одиссея, в 4-х томах (Victor Bérard, Les navigations d’Ulysse en 4 vol. : I. Ithaque et la Grèce des Achéens ; II. Pénélope et les barons des îles ; III. Calypso et la mer de l’Atlantide ; IV. Nausicaa et le retour d’Ulysse (1927—1929, rééd. 1971), éd. Armand Colin, Paris)
- Одиссея Гомера. Изучение и анализ. (Victor Bérard — L’Odyssée d’Homère. Etude et analyse. (1931) Paris, Mellotée éditeur)
- Воскресение Гомера, в 2-х томах (Victor Bérard, La Résurrection d’Homère en 2 volumes I.Au temps des héros, II. Le drame épique, éd. Bernard Grasset 1930)
- По следам Одиссея, одиссеев альбом с фотографиями Фредерика Буассона (Victor Bérard, Dans le sillage d’Ulysse, album odysséen avec des photos de Frédéric Boissonnas (1933, posth.), éd. Armand Colin, Paris)
- „О происхождении культов Аркадии“.
- Англия и мпериализм (L’Angleterre et l’Impérialisme» (1900))
- Атлантида Платона (L’Atlantide de Platon (1929))